# معنای زندگی (آلبوم)
معنای زندگی (انگلیسی: Meaning of Life) هشتمین آلبوم استودیویی از خوانندهٔ پاپ آمریکایی، کلی کلارکسون است که در ۲۷ اکتبر ۲۰۱۷ توسط آتلانتیک رکوردز منتشر شد. این آلبوم با تهیه‌کنندگی اجرایی کلارکسون و کریگ کالمن تولید شد و نخستین اثر او با این ناشر به شملر می‌آید، پس از آنکه قراردادش با شرکت آرسی‌ای رکوردز —ناشری که پس از پیروزی در فصل اول مسابقهٔ امریکن آیدل در سال ۲۰۰۲ با آن قرارداد بسته بود—به پایان رسید و از آن جدا شد. کلارکسون که از ساختار قرارداد پیشین خود خسته شده بود—قراردادی که او را به انتشار موسیقی صرفاً پاپ محدود می‌کرد—تمایل داشت ژانر متفاوتی را دنبال کند: موسیقی سول و آراندبی، که قبلاً نیز علاقه‌مند به فعالیت در این سبک‌ها بود و تنها پس از عقد قرارداد با کالمن این فرصت برایش فراهم شد.

## برای مطالعهٔ بیشتر
- Kornhaber, Spencer (October 27, 2017). "Kelly Clarkson's Retro, Uplifting Dream of Unity". The Atlantic. Emerson Collective. Retrieved March 3, 2018.
- Berk, Nancy (November 30, 2017). "Kelly Clarkson Does't Sugarcoat Struggle and Says Meaning of Life Is Her Best Album to Date". Parade. AMG. Retrieved March 3, 2018.
- Marine, Brooke (January 28, 2018). "How Kelly Clarkson Finally Released the Album She's Wanted to Make Since Junior High". W. Condé Nast. Retrieved March 3, 2018.
- Ikeler, Jason (March 1, 2018). "Kelly Clarkson on How a Stranger's Advice Inspired Her Career in Music". Cosmopolitan. Hearst. Retrieved March 3, 2018.